# آنتیسویو
آنتیسویو (کچوا: anti ; اسپانیایی: Antisuyo‎) قسمت شرقی امپراتوری اینکاها بود که با منطقه امروزی آمازون علیا که آنتی‌ها در آن ساکن بودند هم‌مرز بود. همراه با چینچایسویو، بخشی از هانان سویوکونا یا «محله‌های بالایی» امپراتوری بود، که نیمی از تاهوانتینسویو را تشکیل می‌داد، «چهار قسمت متصل به هم» که امپراتوری را تشکیل می‌داد.

## شرح

ویفالا از آنتیسویو

آنتیسویو دومین suyus کوچک است. در شمال شرقی کوسکو در ارتفاعات آند قرار داشت. در واقع ریشه واژه «آند» است. «آنتی» منشأ احتمالی واژه «آند» است، فاتحان اسپانیایی این اصطلاح را تعمیم دادند و همه رشته کوه‌ها را به جای منطقه شرقی، همان‌طور که در دوره اینکاها بود، «آند» نامیدند. بر پایه برخی منابع، آنتیسویو کوچک‌ترین suyus اینکا نبود با استناد به اینکه قلمرو آن ممکن است شامل دامنه شرقی تاهوانتینسویو و همچنین مناطق پست استوایی مجاور در طول امپراتوری باشد.
آنتیسویو و چینچایسویو با خطی در غرب جاده اینکاها که از کوسکو به تامبوماچای کشیده شده بود، هم‌مرز بودند. suyu همچنین توسط رودخانه Huatanay از کولاسویو جدا شده بود که از میان شهر تا انتهای شرقی دره می‌گذشت.
بیشتر جنگل‌های دشت جزئی از تاوانتینسویو نبودند. تنها منطقه جنگل نمی‌تواند تحت تسلط اینکاها باشد، با توجه به اینکه آنها نمی‌توانند منطقه جنگل را مستعمره کنند. مسلماً اولین اقدام دریایی سازمان یافته و برنامه‌ریزی شده پرو در زمان ساپا اینکا توپاک اینکا یوپانکی بود که ۱۰٬۰۰۰ مرد و تدارکات آنها را بر روی قایق‌های بزرگ در حال حرکت در رودخانه‌ها بسیج کرد، کاری که دو سال طول کشید. پس از آن لشکرکشی، او به روپا روپا چونچوس رفت، که برای اینکاها یک فاجعه بود، زیرا به گفته برخی از نویسندگان، تنها ۱٬۰۰۰ سرباز زنده برگشتند. پس از انقیاد چونچوس، تعداد بسیار کمی به موسو رسیدند.
منطقه آنتیسویو آخرین عقب‌نشینی ایالت نئواینکاها بود که از تسخیر اسپانیایی‌ها فرار کردند. قابل توجه در میان سکونتگاه‌های اینکاها در اینجا ویلکابامبا و ویکتوس بودند. همچنین تصور می‌شود که شهر اساطیری پایتیتی ممکن است جایی در این منطقه وجود داشته باشد. اندرو نیکول مورخ تحقیقی را در سال ۲۰۰۹ منتشر کرد که در آن به این نتیجه رسید که وجود شهری مانند پایتیتی در حوضه آمازون پرو امکان‌پذیر است. تحقیقات اخیر در سال ۲۰۱۶ توسط وینسنت پلیسیه مکان احتمالی شهر گمشده در شمال شرقی ویلکابامبا را فراهم می‌کند.

## انضمام
آنتیسویو قبلاً بخشی از امپراتوری اینکاها نبود. بعداً برای رفع مشکل کوچک شدن فضای محصولات در امتداد منطقه ساحلی امپراتوری فتح شد.